# Liga Regional de Austria 2014-15
La Liga Regional de Austria es la tercera división en el Fútbol en Austria, después de la Bundesliga Austriaca y de la Primera Liga de Austria. Se divide en tres conferencias: Oriente, que abarca los estados de Viena, Baja Austria y Burgenland; Centro, que cubre las provincias de Estiria, Carintia, Alta Austria y el exclave de Tirol del Este y Oeste, que abarca las provincias de Salzburgo, Tirol (con la excepción de Tirol del Este) y Vorarlberg.

## Regional Oriente

### Equipos
| Admira (AM)      |
| Amstetten        |
| Austria (AM)     |
| Donaufeld Wien   |
| First Wien       |
| Mattersburg (AM) |
| Neuberg          |
| Neusiedl         |
| Parndorf         |
| Rapid (AM)       |
| Ritzing          |
| Schwechat        |
| Sollenau         |
| Stegersbach      |
| St. Pölten       |
| Wiener           |

### Tabla de posiciones
|     | Equipo           | PJ | G  | E  | P  | GF | GC | DG  | PTS |                              |
| --- | ---------------- | -- | -- | -- | -- | -- | -- | --- | --- | ---------------------------- |
| 1.  | SC Ritzing       | 25 | 15 | 8  | 2  | 54 | 29 | +25 | 53  |                              |
| 2.  | SC Parndorf      | 26 | 15 | 4  | 7  | 55 | 27 | +24 | 49  |                              |
| 3.  | SC Neusiedl      | 26 | 12 | 5  | 9  | 41 | 38 | +3  | 41  |                              |
| 4.  | First Wien       | 26 | 10 | 10 | 6  | 39 | 29 | +10 | 40  |                              |
| 5.  | SKU Amstetten    | 26 | 9  | 12 | 5  | 50 | 34 | +16 | 39  |                              |
| 6.  | SV Schwechat     | 26 | 10 | 7  | 9  | 35 | 27 | +8  | 37  |                              |
| 7.  | Admira (AM)      | 25 | 8  | 11 | 6  | 42 | 34 | +8  | 35  |                              |
| 8.  | SC Sollenau      | 25 | 9  | 8  | 8  | 41 | 44 | -3  | 35  |                              |
| 9.  | Rapid (AM)       | 26 | 9  | 7  | 10 | 43 | 34 | +9  | 34  |                              |
| 10. | Austria (AM)     | 26 | 9  | 7  | 10 | 43 | 38 | +5  | 34  |                              |
| 11. | Wiener           | 26 | 8  | 7  | 11 | 47 | 51 | -4  | 31  |                              |
| 12. | SV Stegersbach   | 25 | 8  | 7  | 10 | 27 | 39 | -12 | 31  |                              |
| 13. | Donaufeld        | 26 | 7  | 9  | 10 | 41 | 48 | -7  | 30  |                              |
| 14. | St. Pölten       | 26 | 8  | 6  | 12 | 36 | 47 | -11 | 30  |                              |
| 15. | Mattersburg (AM) | 26 | 7  | 8  | 11 | 35 | 45 | -10 | 29  |                              |
| 16. | SV Neuberg       | 26 | 1  | 6  | 19 | 17 | 82 | -65 | 9   | Descendido como último lugar |

| Play-off Ascenso      | Lugar 1       |
| Permanece en División | Lugares 2-13  |
| Descenso              | Lugares 14-16 |

### Goleadores y asistentes
Datos Actualizados: 5 de mayo de 2015
| #  | Jugador            | Nacionalidad       | Club              | Goles | Asistencias | Total |
| -- | ------------------ | ------------------ | ----------------- | ----- | ----------- | ----- |
| 1. | Milan Vukovic      | Serbia             | 1. SC Sollenau    | 12    | 10          | 22    |
| 2. | Arno Kozelsky      | Austria            | SKU Amstetten     | 14    | 2           | 16    |
| 3. | Alexander Frank    | Austria            | FK Austria Viena  | 12    | 3           | 15    |
| 4. | Alejandro Yunes    | Venezuela - España | Wiener Sport-Club | 11    | 4           | 15    |
| 5. | Miroslav Milosevic | Serbia - Austria   | SC Ritzing        | 10    | 4           | 14    |

### Trofeo Zamora
Datos Actualizados: 5 de mayo de 2015
| #  | Jugador           | Equipo          | Alineaciones | Portería Imbatida | Porcentaje |
| -- | ----------------- | --------------- | ------------ | ----------------- | ---------- |
| 1. | Günther Arnberger | First Vienna FC | 21           | 11                | 52.4%      |
| 2. | Stefan Krell      | SC/ESV Parndorf | 25           | 11                | 44%        |
| 3. | David Affengruber | SKU Amstetten   | 24           | 9                 | 37.5%      |
| 4. | Maximilian Meznik | SV Schwechat    | 10           | 6                 | 60%        |
| 5. | Manuel Jagschitz  | SV Schwechat    | 16           | 5                 | 31.3%      |

### Tabla de asistencia a estadios
| #   | Equipo            | Estadio (Capacidad)                     | Espectadores | Partidos | Porcentaje (%) |
| --- | ----------------- | --------------------------------------- | ------------ | -------- | -------------- |
| 1.  | Wiener Sport-Club | Sportclubplatz (8.700)                  | 24.357       | 13       | 21.5%          |
| 2.  | First Vienna FC   | Stadion Hohe Warte (5.500)              | 16.610       | 13       | 23.2%          |
| 3.  | SKU Amstetten     | Ertl-Gas Stadion Amstetten (2.000)      | 12.740       | 13       | 49.0%          |
| 4.  | SC/ESV Parndorf   | Heidebodenstadion (3.500)               | 7.820        | 12       | 18.6%          |
| 5.  | SC Neusield/See   | Sportzentrum Neusield (-)               | 7.774        | 14       | -              |
| 6.  | SR Donaufeld      | Sportplatz Donaufeld (4.000)            | 5.200        | 13       | 10.0%          |
| 7.  | SV Stegersbach    | Stadion Stegersbach (1.000)             | 4.229        | 13       | 32.5%          |
| 8.  | SV Neuberg        | Sportplatz Neuberg (4.000)              | 3.904        | 12       | 8.1%           |
| 9.  | SK Rapid Wien     | Sportplatz Elektra (-)                  | 3.545        | 12       | 3.4%           |
| 10. | FK Austria Wien   | Hauptfeld Akademie Austria Wien (1.100) | 3.541        | 13       | 24.8%          |
| 11. | 1. SC Sollenau    | Sportplatz Sollenau (2.000)             | 3.100        | 11       | 14.1%          |
| 12. | SC Ritzing        | Sonnenseestadion (4.700)                | 2.742        | 12       | 5.0%           |
| 13. | SV Mattersburg    | Sportanlage AKA Burgenland (-)          | 2.614        | 12       | -              |
| 14. | SV Schwechat      | Rudolf-Tonn Stadion (7.000)             | 2.447        | 12       | 2.9%           |
| 15. | SKN St. Pölten    | Voith-Platz (8.000)                     | 2.150        | 13       | 2.1%           |
| 16. | FC Admira Wacker  | Trenkwalder Arena (12.000)              | 1.638        | 12       | 1.1%           |

## Regional Central

### Equipos
| AC Wolfsberger  |
| A. Klagenfurt   |
| Allergeiligen   |
| ATSV Wolfsberg  |
| BW Linz         |
| Florian         |
| Kalsdorf        |
| Lafnitz         |
| Pasching        |
| Klagenfurt      |
| Strum Graz (AM) |
| Union Gurten    |
| Vöcklamarkt     |
| Vorwärts Steyr  |
| Wallern         |
| Wiez            |

### Tabla de posiciones
|     | Equipo           | PJ | G  | E | P  | GF | GC | DG  | PTS |
| --- | ---------------- | -- | -- | - | -- | -- | -- | --- | --- |
| 1.  | A. Klagenfurt    | 25 | 17 | 5 | 3  | 61 | 21 | +40 | 56  |
| 2.  | Vorwärts Steyr   | 25 | 15 | 3 | 7  | 38 | 25 | +13 | 48  |
| 3.  | BW Linz          | 25 | 14 | 5 | 6  | 43 | 26 | +17 | 47  |
| 4.  | Lafnitz          | 24 | 12 | 4 | 8  | 44 | 23 | +21 | 40  |
| 5.  | Sturm Graz (AM)  | 25 | 12 | 4 | 9  | 48 | 33 | +15 | 40  |
| 6.  | Kalsdorf         | 25 | 11 | 6 | 8  | 47 | 40 | +7  | 39  |
| 7.  | Weiz             | 24 | 11 | 6 | 7  | 39 | 35 | +4  | 39  |
| 8.  | Allerheiligen    | 25 | 12 | 2 | 11 | 40 | 38 | +2  | 38  |
| 9.  | Pasching         | 25 | 10 | 5 | 10 | 36 | 43 | -7  | 35  |
| 10. | AC Wolfsberger   | 25 | 10 | 3 | 12 | 33 | 39 | -6  | 33  |
| 11. | Florian          | 25 | 8  | 6 | 11 | 29 | 39 | -10 | 30  |
| 12. | Union Gurten     | 25 | 7  | 8 | 10 | 28 | 40 | -12 | 29  |
| 13. | Wallern          | 25 | 8  | 5 | 12 | 30 | 44 | -14 | 29  |
| 14. | Klagenfurt       | 25 | 5  | 6 | 14 | 24 | 50 | -26 | 21  |
| 15. | Vöcklamarkt      | 25 | 5  | 3 | 17 | 23 | 40 | -17 | 18  |
| 16. | ATSV Wolfsberger | 25 | 4  | 5 | 16 | 19 | 46 | -27 | 17  |

| Play-off Ascenso       | Lugar 1       |
| Permancece en División | Lugares 2-12  |
| Descenso               | Lugares 13-16 |

### Goleadores
| #  | Jugador        | Nacionalidad         | Equipo                | Goles |
| -- | -------------- | -------------------- | --------------------- | ----- |
| 1. | Rajko Rep      | Eslovenia            | SK Austria Klagenfurt | 25    |
| 2. | Patrik Eler    | Eslovenia            | SK Austria Klagenfurt | 21    |
| 3. | Rade Djokic    | Bosnia y Herzegovina | SK Vorwärts Steyr     | 17    |
| 4. | Radek Gulajev  | República Checa      | FC Blau-Weiss Leinz   | 14    |
| 5. | Danijel Klaric | Croacia - Austria    | SK Strum Graz II      | 14    |

### Trofeo Zamora
| #  | Jugador            | Equipo                | Alineaciones | Portería Imbatida | Porcentaje |
| -- | ------------------ | --------------------- | ------------ | ----------------- | ---------- |
| 1. | Filip Dmitrovic    | SK Austria Klagenfurt | 22           | 10                | 45.5%      |
| 2. | Cristoph Binder    | FC Blau-Weiss Linz    | 23           | 9                 | 39.1%      |
| 3. | Reinhard Großalber | SK Vorwärts Steyr     | 24           | 9                 | 37.5%      |
| 4. | Reuf Durakovic     | Union St. Florian     | 21           | 8                 | 38.1%      |
| 5. | Mario Rinnofner    | SV Allerheiligen      | 22           | 8                 | 36.4%      |

### Tabla de asistencia a estadios
| #   | Equipo                | Capacidad Estadio | Espectadores | Partidos | Porcentaje (%) |
| --- | --------------------- | ----------------- | ------------ | -------- | -------------- |
| 1.  | SK Vorwärts Steyr     | 9.000             | 11.890       | 12       | 11%            |
| 2.  | BW Linz               | 2.400             | 10.650       | 12       | 37%            |
| 3.  | Union Vöcklamarkt     | 2.700             | 9.550        | 12       | 29.5%          |
| 4.  | SV Lafnitz            | 1.500             | 8.842        | 12       | 49.1%          |
| 5.  | SK Austria Klagenfurt | 32.000            | 8.000        | 12       | 2.1%           |
| 6.  | SC Weiz               | 2.500             | 6.705        | 11       | 24.4%          |
| 7.  | Union Gurten          | 728               | 6.300        | 11       | 78.7%          |
| 8.  | SC Kalsdorf           | 3.000             | 5.080        | 11       | 15.4%          |
| 9.  | FC Pasching           | 8.968             | 4.231        | 12       | 3.9%           |
| 10. | SAK Klagenfurt        | 1.500             | 4.205        | 11       | 25.5%          |
| 11. | ATSV Wolfsberg        | 1.500             | 4.190        | 12       | 23.3%          |
| 12. | SV Allerheiligen      | 1.500             | 4.103        | 11       | 24.9%          |
| 13. | Union St. Florian     | 2.500             | 3.972        | 11       | 14.4%          |
| 14. | SV Wallern            | 1.500             | 3.843        | 11       | 23.3%          |
| 15. | Wolfsberger AC        | 7.300             | 3.240        | 12       | 3.7%           |
| 16. | SK Strum Graz II      | 600               | 3.200        | 12       | 44.4%          |

## Regional Oeste

### Equipos
| Altach (AM)  |
| A. Salzburgo |
| Bizau        |
| Dornbirn     |
| Eugendorf    |
| Hard         |
| Hochst       |
| Innsbruck    |
| Johann       |
| Kitzbühel    |
| Kufstein     |
| Neumarkt     |
| Saalfelden   |
| Schwaz       |
| Seekirchen   |
| Wattens      |

### Tabla de posiciones
|     | Equipo         | PJ | G  | E  | P  | GF | GC | DG  | PTS |
| --- | -------------- | -- | -- | -- | -- | -- | -- | --- | --- |
| 1.  | A. Salzburgo   | 23 | 17 | 3  | 3  | 59 | 20 | +39 | 54  |
| 2.  | Wattens        | 24 | 15 | 6  | 3  | 59 | 18 | +41 | 51  |
| 3.  | Eugendorf      | 23 | 12 | 2  | 9  | 39 | 35 | +4  | 38  |
| 4.  | Kitzbühel      | 24 | 10 | 7  | 7  | 36 | 33 | +3  | 37  |
| 5.  | Dornbirn       | 23 | 10 | 4  | 9  | 39 | 35 | +4  | 34  |
| 6.  | Schwaz         | 24 | 8  | 9  | 7  | 38 | 29 | +9  | 33  |
| 7.  | Johann         | 23 | 8  | 9  | 6  | 34 | 31 | +3  | 33  |
| 8.  | Neumarkt       | 24 | 10 | 3  | 11 | 41 | 45 | -4  | 33  |
| 9.  | Seekirchen     | 24 | 9  | 6  | 9  | 32 | 37 | -5  | 33  |
| 10. | Saalfelden     | 24 | 8  | 6  | 10 | 38 | 39 | -1  | 30  |
| 11. | Kufstein       | 23 | 9  | 3  | 11 | 41 | 45 | -4  | 30  |
| 12. | Innsbruck (Am) | 23 | 8  | 4  | 11 | 41 | 49 | -8  | 28  |
| 13. | Altach (Am)    | 23 | 8  | 0  | 15 | 27 | 52 | -25 | 24  |
| 14. | Hard           | 23 | 5  | 7  | 11 | 27 | 37 | -10 | 22  |
| 15. | Bizau          | 23 | 5  | 5  | 13 | 19 | 50 | -31 | 20  |
| 16. | Hochst         | 23 | 3  | 10 | 10 | 13 | 28 | -15 | 19  |

| Play-off Ascenso       | Lugar 1       |
| Permancece en División | Lugares 2-13  |
| Descenso               | Lugares 14-16 |

### Goleadores y asistentes
| #  | Jugador          | Nacionalidad | Club                  | Goles | Asistencias | Total |
| -- | ---------------- | ------------ | --------------------- | ----- | ----------- | ----- |
| 1. | Ibrahim Bingöl   | Austria      | SV Austria Salzburg   | 8     | 13          | 21    |
| 2. | Andreas Bammer   | Austria      | SV Austria Salzburg   | 13    | 7           | 20    |
| 3. | Cristof Kopleder | Austria      | USC Eugendorf         | 16    | 2           | 18    |
| 4. | Lukas Katnik     | Austria      | SV Austria Salzburg   | 9     | 9           | 18    |
| 5. | Tamás Tandari    | Hungría      | FC Pinzgau Saalfelden | 13    | 4           | 17    |

### Trofeo Zamora
| #  | Jugador          | Club                | Alineaciones | Portería Imbatida | Porcentaje |
| -- | ---------------- | ------------------- | ------------ | ----------------- | ---------- |
| 1. | Stefan Ebner     | SV Austria Salzburg | 22           | 12                | 54.5%      |
| 2. | Martin Troppmair | SC Schwaz           | 23           | 10                | 43.5%      |
| 3. | Ferdinand Oswald | WSG Wattens         | 23           | 9                 | 39.1%      |
| 4. | Matthew O'Connor | SV Seekirchen       | 22           | 8                 | 36.4%      |
| 5. | Mathias Nagel    | FC Höchst           | 23           | 8                 | 34.8%      |

### Tabla de asistencia a estadios
| #   | Equipo                | Estadio (Capacidad)                 | Espectadores | Partidos | Porcentaje |
| --- | --------------------- | ----------------------------------- | ------------ | -------- | ---------- |
| 1.  | SV Austria Salzburg   | My Phone Austria Stadion (1.860)    | 14.230       | 11       | 69.6%      |
| 2.  | WSG Wattens           | Gernot Langes Stadion (5.500)       | 8.400        | 11       | 13.9%      |
| 3.  | FC Bizau              | Bergstadion Bizau (1.200)           | 7.430        | 11       | 56.3%      |
| 4.  | FC Dornbirn           | Birkenwiese (12.000)                | 7.395        | 12       | 5.1%       |
| 5.  | FC Pinzgau Saalfelden | Sportanlage Bürgerau (-)            | 6.027        | 12       | -          |
| 6.  | USC Eugendorf         | Sportzentrum Eugendorf (1.000)      | 5.706        | 11       | 51.9%      |
| 7.  | FC Höchst             | Rheinaustadion (2.500)              | 5.038        | 12       | 16.8%      |
| 8.  | FC Hard               | Waldstadion Hard (2.550)            | 4.708        | 12       | 15.4%      |
| 9.  | FC Kitzbühel          | Sportplatz Kitzbühel-Langau (1.200) | 4.558        | 12       | 31.7%      |
| 10. | SC Schwaz             | Silberstadt-Arena Schwaz (2.000)    | 3.800        | 11       | 17.3%      |
| 11. | TSV St. Johann        | Sportplatz St. Johann (2.000)       | 3.650        | 12       | 15.2%      |
| 12. | SV Seekirchen         | Sportzentrum Aug (2.000)            | 3.587        | 12       | 14.9%      |
| 13. | FC Kufstein           | Kufstein Arena (5.000)              | 3.540        | 12       | 5.9%       |
| 14. | SC Rheindorf Altach   | CASHPOINT-Arena (8.500)             | 2.583        | 11       | 2.8%       |
| 15. | TSV Neumarkt          | Sportplatz Neumarkt (-)             | 2.370        | 11       | -          |
| 16. | FC Wacker Innsbruck   | Tivoli W1 (700)                     | 2.135        | 11       | 27.7%      |

- Datos: Q20036655